# Megaselia trochanteralis
Megaselia trochanteralis är en tvåvingeart som beskrevs av Schmitz 1953. Megaselia trochanteralis ingår i släktet Megaselia och familjen puckelflugor. Inga underarter finns listade i Catalogue of Life.